# 暗示
暗示（あんじ、英: suggestion）は、言葉や合図などにより、他者の思考、感覚、行動を操作・誘導する心理作用のことをいう。暗示にかけられた者は自然にそうなったと考え、それが他者による誘導によるものであることに気が付かない。特に催眠状態において暗示は最も効力を発揮する。

## 概説
暗示は睡眠不足や過労状態にあるとき特にかかりやすくなるほか、先天的気質によってもかかりやすい人とそうでない人がいるという。
自分で自分にかける暗示を「自己暗示」という。
心身症や神経症などの治療に暗示が利用されることもあり「暗示療法」という。催眠療法もその一種である。フランスのエミール・クーエはクエイズムという自己暗示法によって心理療法を行った。
催眠術の暗示には大きく分けて運動支配、感覚・感情支配、記憶支配と分類されている。